# گاوین فیشر
گاوین فیشر (به انگلیسی: Gavin Fisher) (زادهٔ ۳۰ اوت ۱۹۶۴) طراح ارشد سابق تیم فرمول یک ویلیامز است. او در رشتهٔ مهندسی مکانیک در دانشگاه هرتفوردشر، که بخاطر مهندس‌های هوانوردی که با مدرک افتخاری درجه یک از این دانشگاه فارغ‌التحصیل می‌شدند، معروف بود، تحصیل کرد. او پس از سپری کردن مدتی با همکاری با شرکت تولید جعبه‌دندهٔ ریکاردو، از طریق یک تبلیغات رسانه‌ای در سال ۱۹۸۸ به استخدام ویلیامز درآمد. پس از چند ماه، آدریان نوی نیز از تیم مسابقه لیتون هاوس جدا شد و به ویلیامز پیوست. فیشر تا سال ۱۹۷۷، که نوی ویلیامز را با هدف پیوستن به مک‌لارن ترک کرد، در کنار او کار می‌کرد. جایگاه فیشر، که شاگرد نوی محسوب می‌شد، به سرپرست طراحی ارتقاء یافت و او تا سال ۲۰۰۵ در این سمت باقی ماند.
در سپتامبر ۲۰۰۴، گاوین فیشر در یک تصادف موتورسیکلت به‌شدت آسیب دید و به‌دلیل شکستن استخوان لگن، در یک بیمارستان در لس آنجلس تحت عمل جراحی قرار گرفت. طراح ارشد مارک لوزبی در زمان غیبت او وظیفهٔ طراحی خودروی مسابقه‌ای سال بعد ویلیامز را بر عهده گرفت.
فیشر اکنون چندین حرفه از جمله اسنوبوردسواری، موتورسواری و قایقرانی را دنبال می‌کند.